# Аэроплан!
«Аэроплан!» (англ. Airplane!) — американская кинокомедия, снятая в 1980 году Джимом Абрахамсом и братьями Дэвидом и Джерри Цукерами.
Фильм-пародия на фильм по сценарию Артура Хэйли «Час 0» (Zero Hour!, 1957), а также на серию фильмов по мотивам одноимённого романа Хейли, прежде всего на фильм «Аэропорт 1975».
Сиквел — «Аэроплан II: Продолжение» (1982).

## Сюжет
Фильм имеет несколько сюжетных линий, взаимосвязанных историей жизни бывшего военного лётчика Теда Страйкера. Главная история отношений Теда Страйкера и Элейн Диккенсон от знакомства во время условной «войны» (с очевидными аллюзиями на войну во Вьетнаме) до разрыва на момент начала фильма и попыток Теда помириться с ней, ради чего он бросает машину такси с уже севшим пассажиром и садится на самолёт, несмотря на психологическую травму. Он рассказывает соседям о своих историях о прошлом, но в конце каждого рассказа собеседник кончает жизнь самоубийством тем или иным способом. Второстепенные — пищевое отравление на борту самолёта, и, как следствие, необходимость взять управление самолётом на себя, так как надувной «автопилот» не справляется со своими обязанностями (сначала сдувается, а затем «курит»). Но Теду мешают военные воспоминания о неудачном задании, в котором он смог спасти себя, но в то же время погубил свою эскадрилью. Третья сюжетная линия о бедламе в диспетчерской башне, где самые разнообразные персонажи (начиная от сиамских близнецов, посланных на выполнение разных поручений и заканчивая припевалой, который комментирует всё к месту и нет) пытаются помочь Теду посадить самолёт.
Четвёртая линия повествует о пассажирах и бортпроводницах, которые решают проблемы друг друга различными абсурдными методами (успокоение одной из пассажирок путём избиения пассажирами, выстроившимися в очередь).
Лента изобилует юмором на грани абсурда и пародийными моментами на некоторые штампы, используемые режиссёрами фильмов-катастроф, а также прямыми отсылками к популярным фильмам того времени («Апокалипсис сегодня», «Лихорадка субботнего вечера»).

## В ролях
- Роберт Хейз — Тед Страйкер
- Джули Хагерти — Элэйн Диккинсон
- Лесли Нильсен — доктор Рамек
- Джейсон Уингрин — доктор Броди
- Роберт Стэк — капитан Рекс Крамер
- Ллойд Бриджес — Стив Маккроски
- Питер Грейвс — капитан Кларенс Овер
- Карим Абдул-Джаббар — Роджер Мёрдок
- Лорна Паттерсон — Рэнди
- Стивен Стакер[англ.] — Джонни Хеншоу
- Этель Мерман — лейтенант Харвитц/камео
- Кеннет Тоби — авиадиспетчер Нойбауэр
- надувной пилот Отто — в роли самого себя

## Оценка
Фильм получил положительные отзывы критиков и имел большой коммерческий успех, при бюджете в 3,5 млн долларов США фильм собрал в прокате США и Канады 83 млн долларов (в пересчёте с учётом инфляции на курс 2020 года это составляет 260 млн долларов). Видеопрокат принес ещё 40 млн, а в мировом прокате в год выпуска лента собрала 140 млн долларов (на сегодняшний день — 171 млн). Является четвёртым самым кассовым фильмом 1980 года. Фильм был номинирован на премию «Золотой Глобус» в категории «Лучший фильм — мюзикл или комедия» и на премию БАФТА в категории «Лучший сценарий».
В 2006 году в рейтинге, составленном британским телеканалом Channel 4, «Аэроплан!» оказался на 2-м месте в списке величайших комедий всех времён, уступив 1-е место фильму «Житие Брайана по Монти Пайтону». В 2008 году «Аэроплан!» попал в список 500 величайших фильмов всех времён по версии журнала Empire, а в 2012 году по результатам опроса, организованного тем же журналом, был признан самой смешной комедией всех времён. В 2013 году фильм занял 6-ю позицию в списке лучших комедий всех времён по версии The Boston Globe.

## Номинации
- 1981[6] — премия Гильдии сценаристов США за лучшую адаптированную комедию (Джим Абрахамс, Дэвид Цукер, Джерри Цукер)
- 1981 — номинация на премию BAFTA за лучший сценарий (Джим Абрахамс, Дэвид Цукер, Джерри Цукер)
- 1981 — номинация на премию «Золотой глобус» за лучший фильм — комедия или мюзикл
- 1981 — две номинации на премию «Молодой актёр»: лучший молодой комедийный актёр (Росси Харрис), лучшая молодая комедийная актриса (Джилл Уэлан)